# Attribut (informatique)
Pour les articles homonymes, voir Attribut.
En informatique, le terme "attribut" a plusieurs significations :
- en programmation, les attributs sont des entités qui définissent les propriétés d'objets, d'éléments, ou de fichiers. Les attributs sont habituellement composés d'un identificateur (ou nom ou clé) et d'une valeur,
- en compilation les attributs sont des valeurs sémantiques assignées aux nœuds de l'arbre syntaxique.

Le présent article ne traite que le premier des deux concepts.

## Exemples

### Infographie
Par exemple, en informatique graphique, les objets ligne peuvent avoir différentes sortes d'attributs comme l'épaisseur (avec des valeurs en nombres réels), la couleur (avec les valeurs descriptives comme le brun ou le vert ou des valeurs définies dans un certain modèle de couleur, comme RGB), etc.

### Typographie
En PAO, la notion d'attribut typographique renvoie aux différentes formes que peut revêtir un même caractère : étroit, large, maigre, demi-gras, gras italique, romain, souligné, rayé, etc.
Les attributs d'un caractère peuvent concerner son style ou sa forme, sa police, son corps ou force de corps, sa graisse (ou intensité de l'encrage).

### XML
Lee langage XML (et par extension XHTML) utilise des attributs pour décrire les données et le format des données.
Dans les espaces de noms XML, les attributs sont employés dans les éléments de type complexe ou prédéfini, et non dans les éléments de type simple.

### Resource Description Framework
Dans les triplets à la base du RDF, chaque ressource est décrite par au moins un attribut (ou propriété) qui porte le nom de prédicat : par exemple, soit un article de presse (précisément identifié), il pourra être décrit selon différents attributs (selon les propriétés d'un article) ; écrit par ; rédigé en ; publié le, etc. ; attributs dont la valeur formera le dernier élément de chacun des triplets, sous le nom d'objet.

### Feuilles de style en cascade
En CSS, un attribut est synonyme d'une propriété et d'une valeur, et désigne donc un mot clé avec sa valeur.
Par exemple, dans l'expression p { text-align:center; }, l'attribut est text-align:center.

### Base de données
Dans les bases de données, un attribut représente une colonne d’une table de base de données relationnelle.